# Nera (motorfiets)
Nera is een historisch merk van scooters.
De bedrijfsnaam was: Raiser & Söhne, Rollerbau, Kirchentellinsfurt, Württemberg, later Waizel, Bingen bei Sigmaringen.
Raiser & Söhne was een Duits scootermerk waarvan de producten werden aangedreven door een 120cc-ILO-motor, maar constructeur W. Neuscheler was ook verantwoordelijk voor de Neroba scooter met 149 cc Sachs-blok. De productie begon in 1924, maar door de grote concurrentie op de scootermarkt al in 1950 weer beëindigd.